# HK CSZKA Moszkva
A HK CSZKA Moszkva a CSZKA Moszkva jégkorong-szakosztálya, amely 1946-ban alakult. Ugyanebben az évben indult a szovjet jégkorongbajnokság is. A legsikeresebb orosz jégkorongklub.

## Sikerei
32-szeres szovjet bajnok (1948-1950, 1955, 1956, 1958-1961, 1963-1966, 1968, 1970-1973, 1975, 1977-1989), 11-szeres ezüstérmes (1947, 1952-1954, 1957, 1967, 1969, 1974, 1976, 1990, 1992) és egyszeres bronzérmes (1962).
A bajnokságban aratott legnagyobb arányú győzelem: 23-0 (Szpartak Kaunas, 1952/53); legnagyobb arányú vereség: 5-14 (HK Dinamo Moszkva, 1961/62)
12-szeres Szovjet Kupa győztes (1954-1956, 1961, 1966-1969, 1973-1977, 1979, 1988)
20-szoros Európai Bajnokok Kupája győztes (1969-1974, 1977-1990). Legnagyobb arányú győzelem: 23:2 (Újpesti Dózsa, 1988. november 19.)

## Korábbi elnevezései
- 1946-1951: CDKA
- 1952-1954: CDSZA
- 1955-1959: CSZK MO
- 1960-tól CSZKA Moszkva

Az első bajnokságban (1946/47) ezüstérmes lett a csapat, a másodikban viszont már megszerezte az aranyérmet. Az első bajnokcsapatban Vszevolod Bobrov 18 meccsen 52 gólt szerzett, ezzel 14 évig csúcstartó volt.

## A klub kiválóságai
- Kapusok: Grigorij Mkrticsan (1954-1956), Nyikolaj Pucskov (1954-1960), Vlagyiszlav Tretyjak (1970-1984), Jevgenyij Bjelosejkin (1987-1988);

- Védők: Dmitrij Ukolov (1954-1956, 1958, 1959), Genrik Szidorjenkov (1954-1956, 1961), Pavel Zsiburtovics (1954, 1955), Nyikolaj Szologubov (1955-1959, 1961), Jurij Baulin (1959, 1960), Alekszander Ragulin (1963-1973), Vlagyimir Brezsnyev (1961, 1965, 1966), Eduard Ivanov (1963-1965, 1967), Viktor Kuzkin (1963-1969, 1971, 1972), Oleg Zajcev (1964, 1966-1968), Igor Romisevszkij (1968-1972), Vlagyimir Lutcsenko (1969-1979), Gennagyij Cigankov (1971-1979), Alekszander Guszev (1972-1974, 1977), Szergej Babinov (1979-1983), Vjacseszlav Fetyiszov (1977, 1978, 1980-1989), Szergej Sztarikov (1980, 1983-1988), Irek Gimajev (1982-1985), Alekszej Kaszatonov (1980-1989), Vlagyimir Zubkov (1982-1984), Igor Sztyelnov (1984, 1986-1988), Alekszej Guszarov (1985-1990), Vlagyimir Konsztantyinov (1986, 1989-1991), Igor Kravcsuk (1988, 1990-1991), Vlagyimir Malahov (1990-1992), Ilja Bjakin (1991), Szergej Zubov (1992), Alekszej Zsitnyik (1992);

- Támadók: Jevgenyij Babics (1954-1957), Viktor Suvalov (1954-1956), Vszevolod Bobrov (1954-1957), Alekszander Komarov (1954, 1956), Jurij Pantyuhov (1956-1959), Konstantin Loktyev (1957-1961, 1964-1966), Venyamin Alekszandrov (1957-1961, 1963-1968), Alekszander Cserepanov (1957, 1958), Vlagyimir Jelizarov (1958), Jurij Kopilov (1958), Igor Gyekonszkij (1959), Alekszander Almetov (1960, 1961, 1963-1967), Leonyid Volkov (1964, 1965), Anatolij Firszov (1964-1972), Anatolij Ionov (1965, 1966, 1968), Vlagyimir Vikulov (1966-1972, 1975), Viktor Polupanov (1966-1968, 1970), Jevgenyij Misakov (1968-1972), Jurij Mojszejev (1968), Borisz Mihajlov (1969-1980), Vlagyimir Petrov (1969-1981), Valerij Harmalov (1969-1980), Jurij Blinov (1972), Alekszander Volcskov (1973), Viktor Zsluktov (1976-1983), Borisz Alekszandrov (1976), Helmuts Balderis (1978-1980), Szergej Kapusztyin (1978-1980), Szergej Makarov (1979-1989), Nyikolaj Drozgyeckij (1981, 1982, 1984, 1985), Vlagyimir Krutov (1981-1989), Andrej Homutov (1981-1990), Igor Larionov (1982-1989), Vjacseszlav Bikov (1983, 1985-1990), Mihail Vasziljev (1983-1985, 1987), Alekszander Geraszimov (1984), Valerij Kamenszkij (1986-1991), Alekszander Mogilnij (1988, 1989), Szergej Fedorov (1989, 1990), Jevgenyij Davidov (1990), Pavel Bure (1990, 1991), Vjacseszlav Bucajec (1991, 1992), Vjacseszlav Kozlov (1991), Andrej Kovaljenko (1992), O. Bjelov (1995).

- A CSZKA Moszkva háromszoros olimpiai bajnokai: Vlagyiszlav Tretyjak, Alekszandr Ragulin, Viktor Kuzkin, Anatolij Firszov, Andrej Homutov

- A CSZKA Moszkva 8-szor nyert a „CSZKA – NHL klubok” szuperszériában (1975/76, 1979/80, 1985/86, 1988/89, 1989, 1989/90, 1990, 1990/91). A mérleg: 36 meccsen, 26 győzelem, 2 döntetlen és 8 vereség, 150-107 gólarány.

- 1993/94-ben részt vett az észak-amerikai IHL-ben „Russian Penguins” néven, ahol 13 meccsen 2 győzelem, 2 döntetlen és 9 vereség, 35-64-es gólkülönbség volt a mérlege.

- A klub legsikeresebb edzői: P. Korotkov (1946-1947), Anatolij Taraszov (1947-1960, 1961-1963, 1964-1972, 1972-1975), Alekszandr Vinogradov (1960-1961), Borisz Kulagin (1963-1964, 1972), Konsztantyin Loktyev (1975-1977), Viktor Tyihonov (1977-től).

- 1996 és 2002 között kettészakadt a klub, így két CSZKA Moszkva létezett.